# Obereopsis nigrolateraloides
Obereopsis nigrolateraloides là một loài bọ cánh cứng trong họ Cerambycidae.